# デイビー・ロープス
デイビー・アール・ロープス（David Earl Lopes, 1945年5月3日 - ）は、アメリカ合衆国ロードアイランド州プロビデンス郡イーストプロビデンス出身の元プロ野球選手（二塁手）、野球指導者。右投右打。

## 経歴
1967年のMLBドラフト8巡目（全体157位）でサンフランシスコ・ジャイアンツから指名を受けるもこれを拒否、契約には至らず。翌1968年のMLBドラフト2巡目（全体26位）でロサンゼルス・ドジャースから指名を受け、プロ入り。
ロープスは比較的遅咲きの選手で、メジャーデビューを果たしたのは5年目の1972年、27歳の時であった。マイナーリーグAAA級で104試合に出場の上、.317の高打率を残すとメジャーに昇格。9月22日の対ジャイアンツ戦において「1番・二塁手」で先発起用され、5打数無安打の結果でデビュー戦を終えた。しかし、翌23日は3個の四球を選び、キャリア初盗塁を決めている。更に、24日にはジム・バー投手から初安打となる右前安打を放ち、初得点も記録している。ルーキー・イヤーは出場11試合、打率.214、4盗塁の成績でシーズンを終えた。
翌1973年は開幕戦からベンチ入りし、当初は代打・代走・守備固め等の途中出場が主な使われ方であったが、4月22日に「8番・二塁手」で先発出場すると、5月2日からは1番に抜擢。以後「1番・二塁手」の座を堅守、142試合に出場して147安打を放ち、36個の盗塁を決めるなど、ルーキー・オブ・ザ・イヤー投票の6位にランクイン。レギュラー2年目の1974年には、8月20日のシカゴ・カブス戦で球団レコードの15塁打を記録し（内訳は3本塁打、1二塁打、1単打、チーム全体の48塁打も球団レコード）、24日のセントルイス・カージナルス戦では5盗塁を決めるなど（ナショナルリーグ・タイ記録）、多面的な攻撃能力を実証している。
メジャー4年目の1975年、30歳を迎えたロープスは自己最多の155試合に出場の上、キャリアハイの77盗塁を決めて盗塁王に輝いた。更に、8月9日には32個目の連続盗塁を成功させ、マックス・キャリーが1922年に打ち立てたMLB記録を53年ぶりに塗り替えた。その後、24日にモントリオール・エクスポズの捕手・ゲイリー・カーターに刺されて記録は途絶えたものの、ロープスは38回まで数字を伸ばした。加えて108得点（リーグ3位）、91四球（同5位）、255出塁（同7位）を記録するなど、走塁能力と出塁能力両面において才気を煥発した。更に、翌1976年も63盗塁で2年連続盗塁王に輝いている。
1978年は出場151試合、打率.278、17本塁打、58打点、出塁率.355、45盗塁（3位）、93得点（6位）の好成績を記録し、MVP投票の16位にランクされた他、ゴールドグラブ賞を受賞し、MLBオールスターゲームに初選出された。なお、ロープスはこの年から1981年まで4年連続でオールスター出場を果たしている。ニューヨーク・ヤンキースとのワールドシリーズでは、6試合に出場して3本塁打、7打点を叩き出したがチームは敗退。34歳になる翌1979年も153試合に出場して打率.265、28本塁打（8位）、73打点、出塁率.372、OPS.836、44盗塁（3位）、97四球（3位）、255出塁（7位）、109得点（3位）、RC113（8位）の好成績を収めた。ナ・リーグの二塁手で28本塁打を放ったのはロープスとロジャース・ホーンスビー、デーブ・ジョンソン、ジェフ・ケント、ライン・サンドバーグ、フアン・サミュエル、チェイス・アトリー、ダン・アグラのみであり、この1979年がロープスのキャリア・イヤー、ベスト・シーズンと考えられている。更に、野球ライター兼野球史研究家・野球統計学専門家であるビル・ジェームズによれば、ゴールドグラブ賞受賞は前年ではなく本年の方がより相応しい、と述べている。
プロ14年目、メジャー10年目の1981年は58試合の出場に留まり、バッティングに関しても.206の低打率に終わった。ポストシーズンでは10盗塁を記録するも、当時21歳の新鋭スティーブ・サックスが順調に成長を続けていたことから、既に36歳になっていたロープスはオークランド・アスレチックスへと放出されることになった。なお、ロープスの後継者に指名されたサックスは、翌1982年に「1番・二塁手」のレギュラーに収まり、150試合に出場の上、打率.282、49盗塁の数字を残し、オールスター選出とルーキー・オブ・ザ・イヤー受賞を遂げている。
ドジャース時代のロープスは1番打者であったが、アスレチックス移籍1年目の82年は、主に6・7番の下位打線を務めることが多くなった。この年、メジャー4年目で当時23歳のリッキー・ヘンダーソンがシーズン130盗塁のMLB記録を樹立、ロープスも28盗塁を記録して、二人だけで158個の塁を盗んだ。ヘンダーソンは以後も盗塁数を積み上げ、通算1406盗塁の金字塔を打ち建てたが、「バッテリーの配球と球種を先読みして走るスキルはデービーに習ったんだ」と後に回顧している。以後、ロープスはシカゴ・カブス、ヒューストン・アストロズを渡り歩き、1987年オフに戦力外通告を受け引退。なお、40歳になる1985年は47盗塁、翌1986年には25盗塁と、晩年まで出群のスピードとクイックネスを維持していた。
1988年以降はテキサス・レンジャーズ、ボルチモア・オリオールズ、サンディエゴ・パドレスの一塁コーチ、ベンチコーチを歴任。1999年11月4日にミルウォーキー・ブルワーズの監督に就任、翌2000年から2002年までの成績は144勝195敗（勝率.425）。同年4月18日、15ゲームを消化した時点で解雇され、ジェリー・ロイスター・コーチが監督代行になった。2003年から2005年まではパドレス、2006年はワシントン・ナショナルズの一塁コーチを勤め上げ、同年10月16日にフィラデルフィア・フィリーズの一塁コーチ兼外野守備／走塁インストラクターに着任し、2010年まで在籍。2011年より5年間ドジャースの一塁コーチを務め、2016年より2年間ナショナルズの一塁コーチを務めた。

## 選手としての特徴
スピードとパワーを兼備する多面的攻撃型プレーヤーであり、主に一番打者として活躍した。そして、16シーズンに及ぶ現役生活において通算557盗塁、成功率83%の数字を刻み、「MLB史上有数のベスト・ベース・スティーラー」と評される。なお、ロープスはバッティング・グローブをほとんど着用せず、もっぱら出塁した時に限り手袋をはめていた。

## 詳細情報

### 年度別打撃成績
| 年 度     | 球 団     | 試 合 | 打 席 | 打 数 | 得 点 | 安 打 | 二 塁 打 | 三 塁 打 | 本 塁 打 | 塁 打 | 打 点 | 盗 塁 | 盗 塁 死 | 犠 打 | 犠 飛 | 四 球 | 敬 遠 | 死 球 | 三 振 | 併 殺 打 | 打 率 | 出 塁 率 | 長 打 率 | O P S |
| --------- | --------- | ----- | ----- | ----- | ----- | ----- | -------- | -------- | -------- | ----- | ----- | ----- | -------- | ----- | ----- | ----- | ----- | ----- | ----- | -------- | ----- | -------- | -------- | ----- |
| 1972      | LAD       | 11    | 49    | 42    | 6     | 9     | 4        | 0        | 0        | 13    | 1     | 4     | 0        | 0     | 0     | 7     | 0     | 0     | 6     | 1        | .214  | .327     | .310     | .636  |
| 1973      | LAD       | 142   | 615   | 535   | 77    | 147   | 13       | 5        | 6        | 188   | 37    | 36    | 16       | 7     | 6     | 62    | 6     | 5     | 77    | 14       | .275  | .352     | .351     | .703  |
| 1974      | LAD       | 145   | 613   | 530   | 95    | 141   | 26       | 3        | 10       | 203   | 35    | 59    | 18       | 10    | 3     | 66    | 3     | 4     | 71    | 10       | .266  | .350     | .383     | .733  |
| 1975      | LAD       | 155   | 726   | 618   | 108   | 162   | 24       | 6        | 8        | 222   | 41    | 77    | 12       | 13    | 2     | 91    | 3     | 2     | 93    | 4        | .262  | .358     | .359     | .717  |
| 1976      | LAD       | 117   | 491   | 427   | 72    | 103   | 17       | 7        | 4        | 146   | 20    | 63    | 10       | 2     | 2     | 56    | 1     | 4     | 49    | 8        | .241  | .333     | .342     | .675  |
| 1977      | LAD       | 134   | 589   | 502   | 85    | 142   | 19       | 5        | 11       | 204   | 53    | 47    | 12       | 6     | 6     | 73    | 3     | 2     | 69    | 3        | .283  | .372     | .406     | .779  |
| 1978      | LAD       | 151   | 665   | 587   | 93    | 163   | 25       | 4        | 17       | 247   | 58    | 45    | 4        | 6     | 1     | 71    | 3     | 0     | 70    | 9        | .278  | .355     | .421     | .776  |
| 1979      | LAD       | 153   | 692   | 582   | 109   | 154   | 20       | 6        | 28       | 270   | 73    | 44    | 4        | 6     | 3     | 97    | 4     | 4     | 88    | 8        | .265  | .372     | .464     | .836  |
| 1980      | LAD       | 141   | 625   | 553   | 79    | 139   | 15       | 3        | 10       | 190   | 49    | 23    | 7        | 9     | 4     | 58    | 2     | 1     | 71    | 8        | .251  | .321     | .344     | .665  |
| 1981      | LAD       | 58    | 243   | 214   | 35    | 44    | 2        | 0        | 5        | 61    | 17    | 20    | 2        | 4     | 0     | 22    | 1     | 3     | 35    | 7        | .206  | .289     | .285     | .574  |
| 1982      | OAK       | 128   | 496   | 450   | 58    | 109   | 19       | 3        | 11       | 167   | 42    | 28    | 12       | 2     | 3     | 40    | 1     | 1     | 51    | 14       | .242  | .304     | .371     | .675  |
| 1983      | OAK       | 147   | 561   | 494   | 64    | 137   | 13       | 4        | 17       | 209   | 67    | 22    | 4        | 4     | 10    | 51    | 7     | 2     | 61    | 9        | .277  | .341     | .423     | .764  |
| 1984      | OAK       | 72    | 267   | 230   | 32    | 59    | 11       | 1        | 9        | 99    | 36    | 12    | 0        | 2     | 3     | 31    | 1     | 1     | 36    | 8        | .257  | .343     | .430     | .774  |
| 1984      | CHC       | 16    | 23    | 17    | 5     | 4     | 1        | 0        | 0        | 5     | 0     | 3     | 0        | 0     | 0     | 6     | 0     | 0     | 5     | 0        | .235  | .435     | .294     | .729  |
| '84計     | CHC       | 88    | 290   | 247   | 37    | 63    | 12       | 1        | 9        | 104   | 36    | 15    | 0        | 2     | 3     | 37    | 1     | 1     | 41    | 8        | .255  | .351     | .421     | .772  |
| 1985      | CHC       | 99    | 325   | 275   | 52    | 78    | 11       | 0        | 11       | 122   | 44    | 47    | 4        | 1     | 3     | 46    | 1     | 0     | 37    | 14       | .284  | .383     | .444     | .826  |
| 1986      | CHC       | 59    | 191   | 157   | 38    | 47    | 8        | 2        | 6        | 77    | 22    | 17    | 6        | 0     | 1     | 31    | 0     | 2     | 16    | 6        | .299  | .419     | .490     | .909  |
| 1986      | HOU       | 37    | 113   | 98    | 11    | 23    | 2        | 1        | 1        | 30    | 13    | 8     | 2        | 2     | 1     | 12    | 0     | 0     | 9     | 3        | .235  | .315     | .306     | .621  |
| '86計     | HOU       | 96    | 304   | 255   | 49    | 70    | 10       | 3        | 7        | 107   | 35    | 25    | 8        | 2     | 2     | 43    | 0     | 2     | 25    | 9        | .275  | .381     | .420     | .800  |
| 1987      | HOU       | 47    | 56    | 43    | 4     | 10    | 2        | 0        | 1        | 15    | 6     | 2     | 1        | 0     | 0     | 13    | 2     | 0     | 8     | 0        | .233  | .411     | .349     | .760  |
| MLB：16年 | MLB：16年 | 1812  | 7340  | 6354  | 1023  | 1671  | 232      | 50       | 155      | 2468  | 614   | 557   | 114      | 74    | 48    | 833   | 38    | 31    | 852   | 126      | .263  | .349     | .388     | .737  |

- 各年度の太字はリーグ最高

### 年度別守備成績
内野守備
| 年 度 | 球 団 | 二塁（2B） | 二塁（2B） | 二塁（2B） | 二塁（2B） | 二塁（2B） | 二塁（2B） | 三塁（3B） | 三塁（3B） | 三塁（3B） | 三塁（3B） | 三塁（3B） | 三塁（3B） | 遊撃（SS） | 遊撃（SS） | 遊撃（SS） | 遊撃（SS） | 遊撃（SS） | 遊撃（SS） |
| 年 度 | 球 団 | 試 合      | 刺 殺      | 補 殺      | 失 策      | 併 殺      | 守 備 率   | 試 合      | 刺 殺      | 補 殺      | 失 策      | 併 殺      | 守 備 率   | 試 合      | 刺 殺      | 補 殺      | 失 策      | 併 殺      | 守 備 率   |
| ----- | ----- | ---------- | ---------- | ---------- | ---------- | ---------- | ---------- | ---------- | ---------- | ---------- | ---------- | ---------- | ---------- | ---------- | ---------- | ---------- | ---------- | ---------- | ---------- |

外野守備
| 年 度 | 球 団 | 左翼（LF） | 左翼（LF） | 左翼（LF） | 左翼（LF） | 左翼（LF） | 左翼（LF） | 中堅（CF） | 中堅（CF） | 中堅（CF） | 中堅（CF） | 中堅（CF） | 中堅（CF） | 右翼（RF） | 右翼（RF） | 右翼（RF） | 右翼（RF） | 右翼（RF） | 右翼（RF） |
| 年 度 | 球 団 | 試 合      | 刺 殺      | 補 殺      | 失 策      | 併 殺      | 守 備 率   | 試 合      | 刺 殺      | 補 殺      | 失 策      | 併 殺      | 守 備 率   | 試 合      | 刺 殺      | 補 殺      | 失 策      | 併 殺      | 守 備 率   |
| ----- | ----- | ---------- | ---------- | ---------- | ---------- | ---------- | ---------- | ---------- | ---------- | ---------- | ---------- | ---------- | ---------- | ---------- | ---------- | ---------- | ---------- | ---------- | ---------- |

- 各年度の太字はリーグ最高
- 各年度の太字年はゴールドグラブ賞受賞

### タイトル
- 盗塁王：2回（1975年、1976年）

### 表彰
- ゴールドグラブ賞（二塁手部門）：1回（1978年）

### 記録
- MLBオールスターゲーム選出：4回（1978年 - 1981年）
- 通算557盗塁（2020年終了時点でMLB歴代26位）、成功率83.0%
- 38連続盗塁成功 - 1975年当時のMLB記録。1989年にビンス・コールマンが50まで数字を伸ばし、塗り替えた[12]。
- ドジャース在籍時の413盗塁は、モーリー・ウィルスの490個に次いで球団歴代2位[6]。

### 背番号
- 15（1972年 - 1984年途中、1985年 - 1986年途中、1986年途中 - 1987年、1989年 - 1994年、2007年 - 2010年、2011年途中 - 2017年）
- 12（1984年途中 - 同年終了、2011年 - 同年途中）
- 11（1986年途中 - 同年終了）
- 14（1988年、1995年）
- 42（1996年 - 1997年）
- 24（1998年、2003年 - 同年途中）
- 30（1999年 - 2002年）
- 27（2003年途中 - 2004年途中）
- 25（2004年途中 - 2005年）
- 5（2006年）